# Golden Fleece (1862)
Il clipper Golden Fleece è stato una nave mercantile a vela britannica, destinata al commercio, utilizzata dal 1870 al 1885.

## Storia
Il clipper Golden Fleece fu costruito presso il cantiere navale di proprietà di Barclay, Curle & Co., Glasgow di Scozia per la società di navigazione A & J. Carmichael di Greenock, venendo varato nel 1869. La nave, con scafo in ferro, era lunga 223 piedi, larga 37 piedi, con un  dislocamento di 1.318 tonnellate lorde. Thomas Henry Ismay, il fondatore della White Star Line, quando lo vide per la prima volta di mattina sul fiume Mersey mentre si dirigeva verso ai suoi uffici di Liverpool, dichiarò una volta ai suoi proprietari che era il più bel veliero che avesse mai visto. Il suo primo comandante, il captain Fife, disse che poteva essere maneggiata come una trottola e governata con un mignolo.
Il Golden Fleece navigava bene sia con condizioni meteorologiche avverse che ottimali, ed era altrettanto bravo sia con il vento che al largo. Si comportava così bene che raramente erano necessari i rimorchiatori quando arrivava in porto, ed una volta entrò in quello di Le Havre ormeggiandosi alla banchina di scarico senza assistenza.
Ebbe 40 scellini per merci di Manchester da Liverpool a Calcutta e 4 sterline e 10 scellini da Calcutta a Londra. Nel 1871 navigò da Londra a Sidney e Port Darwin (Australia) in 72 giorni trasportando il primo cavo telegrafico australiano per Giava e l'Europa, insieme a merci, scorte e materiali.
Il suo viaggio successivo fu di andata e ritorno con inizio a Londra, poi Calcutta, Demerara, New Orleans e Liverpool. Salpò il 1 maggio 1872 e attraccò a Liverpool il 29 marzo 1873.
Nel 1874 da New York a Liverpool in 13 giorni. Nel 1877 il Golden Fleece fu coinvolto in una competizione con l'Argonaut, un'altra delle navi di Carmichael. Sebbene l'Argonaut fosse più grande (di 200 tonnellate) e avesse la reputazione di essere una nave molto veloce, il Golden Fleece la batté fino ai Downs da Calcutta in un tempo di 96 giorni, arrivando un giorno prima dell'Argonaut.
Nel 1880 navigò da Liverpool a Calcutta (India) in 77 giorni e nel 1884 da San Francisco a Queenstown (Irlanda) in 104 giorni. La nave andò persa per naufragio quando si incagliò a Fly Island, al largo della costa di Sumba Island, Indonesia, il 27 dicembre 1885.
I comandanti del Golden Fleece furono i captain Fife, Cook e D. Brown, che in seguito comandarono tutti altre navi della A. & J. Carmichael.

### Fonti
1. 1 2 3 4 5 6 7 8 9 10  Ship Modelers Association.
2. 1 2 3 4 5  Bonhams.